# Волохонский, Владимир Львович
Волохонский, Владимир Львович (родился 28 января 1979 года в Ленинграде, СССР) — российский общественный и политический деятель, бывший член политсовета демократического движения «Солидарность» в Санкт-Петербурге, психолог. Сын известного диссидента Льва Яковлевича Волохонского. Основатель и главный редактор издания «Новости Купчино».
В 2022 году эмигрировал, проживает в Германии.

## Биография
Владимир Волохонский родился 28 января 1979 года в Ленинграде в семье правозащитника и диссидента Льва Волохонского.
В 1997 году поступил в СПбГУ на факультет психологии. Специализировался на кафедре общей психологии. Закончил обучение в 2002 году. В дальнейшем преподавал и занимался научной работой на факультете психологии СПбГУ. Стал основателем Студенческого научного общества факультета. Активно участвовал в общественной жизни Университета. Публично заявлял о низких зарплатах научных сотрудников и о других проблемах на факультете, что в итоге стало причиной конфликта с администрацией вуза. Волохонский был вынужден уйти с должности преподавателя и уволиться из Университета.
По собственному признанию был православным христианином. Позднее объявил себя сторонником Пастафарианства.
В декабре 2023 года объявлен в розыск в Российской Федерации. В июне 2024 года Министерством юстиции России внесён в список физических лиц — «иностранных агентов».

## Политическая карьера
С 2007 года Владимир Волохонский начал активно заниматься общественной и политической деятельностью. С 2009 года — член петербургского политсовета оппозиционного демократического движения «Солидарность». В качестве представителя этого движения Волохонский принимал активное участие в политической жизни мегаполиса. Неоднократно становился организатором и участником протестных публичных акций: митингов за честные выборы, против гомофобии, репрессивных законов и других. Подчас акции отличались креативным походом: это мог быть велопробег или запуск воздушных змеев. Некоторые митинги собирали достаточно большое количество горожан.
Волохонский регулярно занимался мониторингом выборов. Неоднократно принимал участие в политических дебатах.
С 2011 года Владимир принимал личное участие в выборах в Санкт-Петербурге. В частности, он баллотировался в Законодательное собрание Санкт-Петербурга по спискам партии «Яблоко» (от «Территории № 16»). В 2019 году избрался муниципальным депутатом Санкт-Петербурга в округе № 72 от «Партии роста» (Избирательный округ № 214).
В марте 2022 года Волохонский покинул пределы России. В октябре того же года Фрунзенский районный суд Санкт-Петербурга оштрафовал его по статье о дискредитации Вооруженных Сил России на 30 тысяч рублей.
Некоторое время Волохонский жил в Сербии, однако власти страны заявили, что он представляет опасность для государства и отказали ему в продлении ВНЖ. Сам Владимир сообщал об угрозах в свой адрес. В итоге Волохонский переехал в Германию, с 2023 года проживает в Берлине. При этом возникла проблема с документами: в российском посольстве отказались выдавать новый загранпаспорт.
В октябре 2023 года МВД РФ объявило Волохонского в розыск. Первоначально не уточнялось по какой именно статье уголовного кодекса он обвиняется, однако в ноябре того же года сам Волохонский заявил, что в отношении него возбудили уголовное дело сразу по трём статьям. По словам муниципального депутата, в письме Следственного комитета России ему сообщили, что он подозревается в оправдании терроризма (ч. 2 ст. 205.2 УК РФ), распространении фейков о российской армии (ч. 1 ст. 207.3 УК РФ) и повторной её дискредитации (ст. 280.3 УК РФ).
В июне 2024 года Министерством юстиции России внесён в список физических лиц — «иностранных агентов». По утверждению сотрудников ведомства «В. Л. Волохонский распространял недостоверную информацию о принимаемых органами публичной власти Российской Федерации решениях и проводимой ими политике, участвовал в создании и распространении для неограниченного круга лиц сообщений и материалов иностранных агентов».

## Журналистская карьера
Вёл личный блог в «Живом журнале». Публиковался в издании «Грани.ру». Трудился журналистом в издании «Троицкий вариант — Наука». Редактировал независимый интернет-проект «Новости СПбГУ». Стал основателем и главным редактором издания «Новости Купчино» (прекратил работу в этом медиа в 2022 году).

## Участие в Википедии

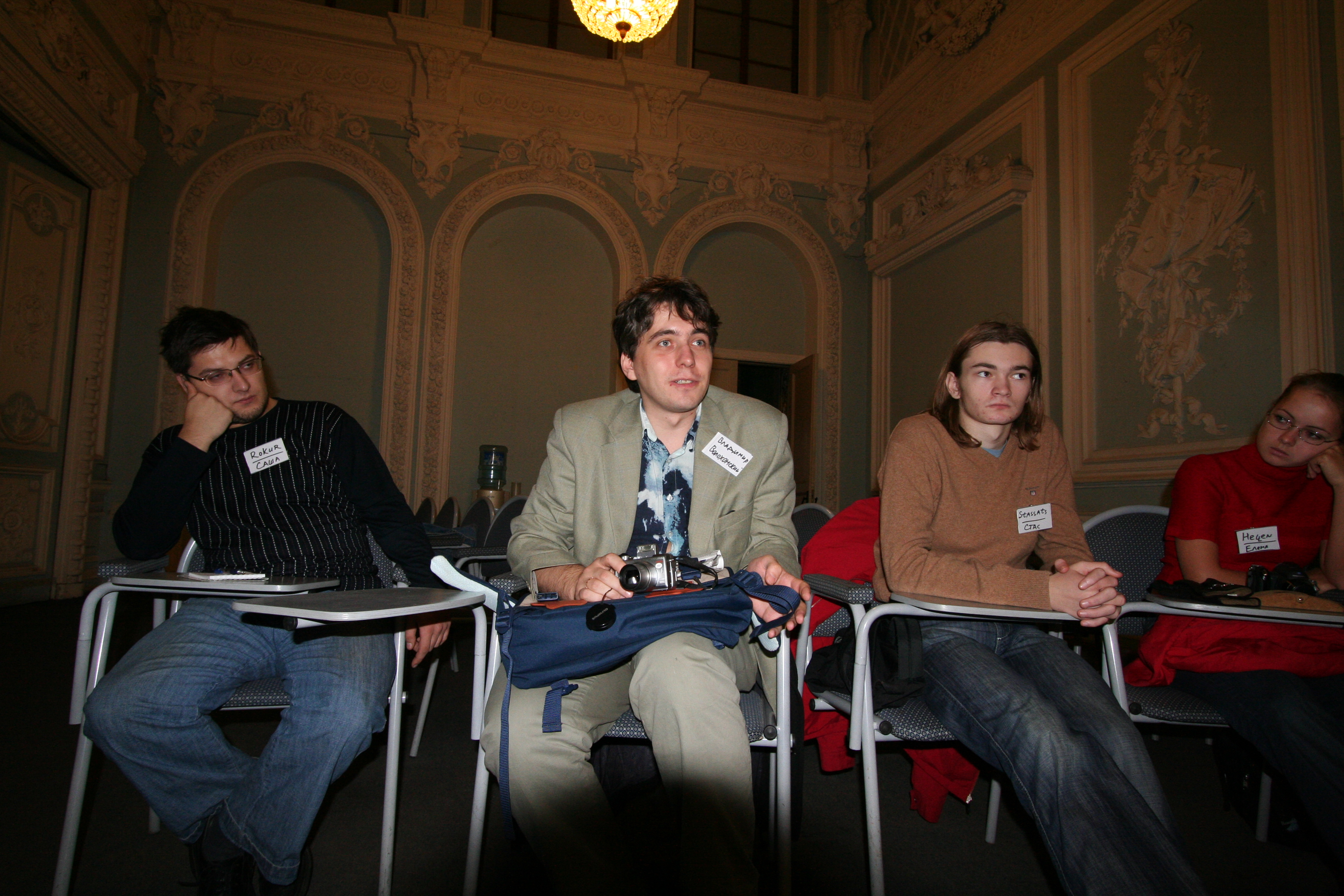
Владимир Волохонский на встрече википедистов в 2006 году

Участник русскоязычной Википедии с 13 августа 2005 года. 23 июня 2006-го выбран администратором (получил 36 голосов «за» при девяти голосах против). С декабря 2006-го по май 2007-го входил в состав Арбитражного комитета-3 (на выборах в АК получил 81 % голосов избирателей). В Википедии интересовался статьями на психологические и математические темы. 21 октября 2007 года отказался от обязанностей администратора по собственному желанию. Позднее существенно сократил активность в деятельности Википедии.

## Семья
- Мать — Наталья Волохонская (в девичестве — Лесниченко). Активная участница советского диссидентского движения. Была членом совета представителей СМОТ — первого в СССР объединения, пытавшегося создать в конце 1970-х годов независимые профсоюзы[31].
- Отец — геолог, известный советский диссидент Лев Волохонский.
- Был женат на Волохонской Марине Сергеевне (в разводе с 2015 года).
- У Владимира Волохонского две единокровные сестры: Нина и Мария. Нина Львовна Волохонская работает продюсером ютьюб-канала «Навальный LIVE». В августе 2024 года решением Росфинмониторинга её, как и ещё целую группу соратников или сотрудников штабов политика Алексея Навального внесли в список террористов[32].
- Отчим — художник, правозащитник, известный советский диссидент, политик Юлий Рыбаков.

## Научная деятельность
Сфера научных интересов: психология межличностного общения в интернете, психология принятия решений, психосемантика. Основные научные публикации:
- Волохонский, Владимир Львович. «Влияние пространственно-временных эффектов на результаты семантического дифференциала». Сборник лучших работ выпускников факультета психологии СПбГУ 2002 года. — Санкт-Петербург, Издательство Санкт-Петербургского университета, 2003. — С. 4–10. — 205 с.
- В. Л. Волохонский, Ю. Е. Зайцева, М.М, Соколова. «Личность и межличностное взаимодействие в сети Internet». — Санкт-Петербург, Издательство Санкт-Петербургского университета, 2006. — 195 с. — ISBN 9785288041655.
- Волохонский, Владимир Львович. «Эффект привязки и семантический дифференциал. Экспериментальная психология сознания: когнитивная логика сознательного и бессознательного». Под редакцией В. М. Аллахвердова. — Санкт-Петербург, Издательство Санкт-Петербургского университета, 2006.
- Волохонский, Владимир Львович. «Психологические механизмы левостороннего смещения оценок в семантическом дифференциале».. — Вестник Санкт-Петербургского университета. Серия 6. Выпуск 2 (ч. II), 2007. — С. 68—72.
- Волохонский, Владимир Львович. «Проявление доверия в интернет-взаимодействии: случай выборов модераторов сообщества solidarnost_lj».. — Вестник Санкт-Петербургского университета. Серия 12. Выпуск 2 (ч. II). Психология, социология, педагогика, 2012. — С. 68—72.